# O Enxame
The Swarm (bra/prt: O Enxame) é um filme estadunidense de 1978, dos gêneros terror e ficção científica, dirigido por Irwin Allen, e estrelado por Michael Caine, Katharine Ross, Richard Widmark, Richard Chamberlain, Olivia de Havilland, Ben Johnson, Lee Grant, José Ferrer, Patty Duke Astin, Slim Pickens, Bradford Dillman, Fred MacMurray e Henry Fonda. O roteiro de Stirling Silliphant foi baseado no romance homônimo de 1974, de Arthur Herzog.
A trama retrata a história de um cientista e uma força-tarefa militar que tentam impedir que um grande enxame de abelhas assassinas invada o Texas. O filme recebeu críticas extremamente negativas dos críticos e foi um fracasso de bilheteria, embora elogios tenham sido dados ao figurino. Foi também considerado um dos piores filmes já feitos.
A produção marcou o último trabalho cinematográfico de MacMurray, que aceitou o papel pelos poucos dias necessários para gravar todas as cenas de seu personagem, já que havia sido diagnosticado com câncer na garganta.

## Sinopse
Quando abelhas assassinas começam a se reproduzir com outras espécies de abelhas e a estender lentamente seu território para o sul do Texas, o entomologista Bradford Crane (Michael Caine) – comandando uma força-tarefa que tenta deter o avanço das abelhas, que com três ferroadas matam um adulto – começa a investigar o que está fazendo com que elas se unam em enormes enxames mortíferos. Enquanto não se acha uma solução, o número de vítimas aumenta assustadoramente.

## Elenco
- Michael Caine como Dr. Bradford Crane
- Katharine Ross como Helena Anderson
- Richard Widmark como General Thaddeus Slater
- Richard Chamberlain como Dr. Hubbard
- Olivia de Havilland como Maureen Schuester
- Ben Johnson como Felix Austin
- Lee Grant como Anne MacGregor
- José Ferrer como Dr. Andrews
- Patty Duke como Rita Bard
- Slim Pickens como Jud Hawkins
- Bradford Dillman como Major Baker
- Fred MacMurray como Clarence Tuttle
- Henry Fonda como Dr. Walter Krim
- Cameron Mitchell como General Thompson
- Christian Juttner como Paul Durant
- Morgan Paull como Dr. Newman
- Alejandro Rey como Dr. Martinez
- Don "Red" Barry como Pete Harris

## Produção
O filme foi anunciado em 1974, no auge dos filmes-catástrofe. A produção fazia parte de US$ 38 milhões em projetos de Allen, outros incluindo "The Day the World Ended" (que foi renomeado e lançado em 1980 como "When Time Ran Out..."). O roteiro foi escrito por Stirling Silliphant, que havia escrito "The Towering Inferno", outro projeto que Irwin havia produzido. Ele disse em dezembro de 1974 que Allen esperava começar as filmagens em abril de 1975. A produção foi adiada em parte porque Allen decidiu trocar a Fox pela Warner Bros.
As estimativas do número de abelhas utilizadas na produção variaram entre 15 e 22 milhões, incluindo 800.000 delas que tiveram seus ferrões removidos para permitir que o elenco trabalhasse em segurança. Cerca de 100 pessoas foram empregadas na produção para cuidar e transportá-las, embora Olivia de Havilland tenha sido picada por uma delas durante as filmagens.

## Recepção
O filme recebeu críticas esmagadoramente negativas dos críticos. Foi um dos dois filmes sobre desastres (o outro sendo "Beyond the Poseidon Adventure") dirigido exclusivamente pelo "mestre do desastre" Allen, que tinha experiência na direção de vários filmes e muitos episódios de seus programas de televisão – e ambos apresentavam Michael Caine no papel principal. O filme está listado no livro do fundador do Framboesa de Ouro, John J. B. Wilson, "The Official Razzie Movie Guide" (2005), como um dos 100 filmes ruins mais divertidos já feitos, onde Wilson afirma que, sob a direção nada sutil de Allen, "apesar do enorme orçamento da produção, The Swarm transformou a história de uma invasão de abelhas assassinas no melhor filme B".
Vincent Canby, em sua crítica para o The New York Times, chamou o filme de "nada menos do que a apoteose final do filme B de ontem". Comparando o filme desfavoravelmente com sucessos de bilheteria recentes, como "Star Wars" e "Grease", que também evocavam filmes B antigos, ele escreveu: "Allen apenas reproduz um gênero cafona enquanto gasta muito dinheiro fazendo isso. Não há um pedaço do filme, nem uma reviravolta na trama, nem uma linha de diálogo, nem uma performance em The Swarm que sugira uma verdadeira apreciação pela história do cinema, apenas um desejo servil de imitá-la. Isto não é o suficiente". Gene Siskel, para o Chicago Tribune, deu ao filme 1,5/4 estrelas e escreveu que ele era "surpreendentemente flácido em suas emoções", explicando: "Nestes tempos de Star Wars (que foi feito com menos dinheiro), é preciso mais do que uma frota de helicópteros e um incêndio no Golfo do México para convencer o público de que está deslumbrado". Arthur D. Murphy, para a Variety, chamou-o de um "não-suspense decepcionante e cansado. As abelhas assassinas interrompem periodicamente a escrita do arco, a direção pedante e as atuações ridículas".
Kevin B. Thomas, para o Los Angeles Times, escreveu que o filme era "divertido em sua forma primitiva", acrescentando que "alguém gostaria que fosse silencioso, assim como os épicos de DeMille dos anos 20 com os quais eles se parecem tanto". Tom Zito, para o The Washington Post, escreveu: "Embora a sutileza nunca tenha sido um tema forte nos filmes de Allen, The Swarm consegue transformar a industriosa abelhinha em uma ameaça tão aparentemente convincente que a América pode enlouquecer neste verão". Richard Velt, para o Wilmington Morning Star, afirmou: "The Swarm pode não ser o pior filme já feito. Eu teria que ver todos eles para ter certeza. É certamente tão ruim quanto qualquer outro que eu já vi". Velt também escreveu: "Todos os atores envolvidos neste fiasco deveriam ter vergonha". James Baker, da revista Newsweek, declarou: "Pode ser cedo, mas provavelmente é seguro nomear The Swarm como o pior filme do ano".
O jornal The Sunday Times descreveu-o como "simplesmente o pior filme já feito", enquanto a revista Time Out chamou-o de "filme de desastre ridiculamente inadequado". Leslie Halliwell chamou-o de "um filme de desastre muito óbvio com diálogos risíveis", e sugeriu que seu fracasso comercial foi em parte devido ao fato de que antes de seu lançamento, vários telefilmes estadunidenses com enredos semelhantes haviam sido transmitidos. A TV Guide disse: "The Swarm é um filme B em todos os sentidos do termo. De alguma forma, o rei dos filmes-catástrofe, Allen, convenceu as principais estrelas de Hollywood (incluindo cinco vencedores do Oscar) a aparecer nesse absurdo".
No Rotten Tomatoes, site agregador de críticas, 9% das 23 críticas do filme são positivas, com uma classificação média de 3,80/10.

### Bilheteria
De acordo com os registros da Warner Bros., o filme arrecadou US$ 7,7 milhões na América do Norte. A produção foi considerada um grande fracasso comercial.

## Prêmios e indicações
| Ano  | Cerimônia | Categoria       | Indicado          | Resultado | Ref.                 |
| ---- | --------- | --------------- | ----------------- | --------- | -------------------- |
| 1979 | Oscar     | Melhor figurino | Paul Zastupnevich | Indicado  | [ 27 ] [ 28 ] [ 29 ] |

## Mídia doméstica e versão estendida
O filme foi originalmente lançado nos cinemas com 116 minutos, mas quando lançado em LaserDisc em 1992, foi estendido para 155 minutos com cenas adicionais. A versão estendida também está incluída em todos os lançamentos do filme em DVD em todo o mundo, juntamente com um documentário de 22 minutos, "Inside The Swarm", e o trailer original.
A produção foi lançada pela primeira vez em DVD pela Warner Home Video em 6 de agosto de 2002, depois reeditada em 2 de dezembro de 2014 através da Warner Archive Collection. O filme foi lançado em Blu-ray em 25 de setembro de 2018, novamente pela Warner Archive. Como os dois lançamentos anteriores em DVD, ele contém a versão estendida de 155 minutos, o trailer original e o documentário dos bastidores de 22 minutos.
Nos Estados Unidos, o filme foi classificado como PG pela MPA, enquanto a versão estendida não possui classificação indicativa. No Reino Unido, a BBFC classificou a versão estendida da produção como apropriado para pré-adolescentes de 12 anos ou mais.

## Trilha sonora
A trilha sonora foi composta pelo vencedor do Oscar Jerry Goldsmith. Ele usou trompas e instrumentos comparáveis, que se destinavam a produzir efeitos sonoros semelhantes ao som de um mega-enxame de um apiário. A trilha foi originalmente lançada em LP e cassete pela Warner Bros. Records em 1978, ao mesmo tempo que o lançamento do filme. Uma partitura expandida e remasterizada que continha mais de 40 minutos de material inédito foi lançada em 2002 pela Prometheus Records em uma edição limitada. Em 2020, a La-La Land Records lançou um conjunto de dois CDs com a trilha sonora completa do filme e o álbum da trilha de 1978.

## Aviso
Os créditos finais do filme incluíam um aviso que dizia: "A abelha assassina africana retratada neste filme não tem absolutamente nenhuma relação com a industriosa e trabalhadora abelha americana, à qual devemos a polinização de culturas vitais que alimentam nossa nação". De acordo com um artigo publicado em 24 de fevereiro de 1978, a American Bee Association considerou entrar com uma ação legal contra os produtores do filme por difamar a abelha-europeia, mas não se sabe se o processo chegou a ser aberto ou não.